# Período legislativo de 1966 a 1970 de Costa Rica

PLN
CUN
UCR

El Período Legislativo de 1966 a 1970  fue el período constitucional de funcionamiento de la Asamblea Legislativa de Costa Rica que abarcó del 1 de mayo de 1966 al 30 de abril de 1970. A pesar de perder las elecciones presidenciales de 1966 frente al candidato opositor José Joaquín Trejos Fernández, el Partido Liberación Nacional preservó la mayoría parlamentaria de 29 diputados mientras la bancada oficialista perteneciente a la Coalición de Unificación Nacional, quedó en minoría con 22. Esta situación; donde el partido de gobierno tiene minoría en el Parlamento ha ocurrido en cuatro ocasiones siendo estás en 2014, cuando Luis Guillermo Solís fue elegido presidente, en 2018 dónde fue electo Carlos Alvarado y la más reciente en 2022 dónde fue electo Rodrigo Chaves, todos con minoría en la Asamblea

## Leyes aprobadas
Entre otras la Ley General de Desarrollo de las Comunidades, Ley General de Asociaciones Cooperativistas, Ley de Seguro Integral de Cosechas, Ley de Centros Agrícolas Regionales y Cantonales, Ley del Sistema Nacional de Ahorro y Préstamo para la Vivienda, Ley de Asociaciones Mutualistas de Ahorro y Préstamo, Ley Forestal, Ley de Planificación Urbana, Código Municipal, Código Penal y Ley Orgánica del Banco Popular y de Desarrollo Comunal. Trejos intentó impulsar una ley para la liberalización bancaria (nacionalizada en tiempos de Figueres Ferrer) pero no obtuvo respaldo por la oposición del Partido Liberación Nacional. 
Durante este período se dieron dos reformas constitucionales: se le dio rango constitucional a los convenios internacionales suscritos por el país y aprobados por la Asamblea Legislativa, haciendo que fueran superiores a las leyes, y se eliminó la reelección presidencial, si bien esta fue restaurada en 2003 por la Sala Constitucional.
En abril de 1970 la Asamblea aprueba (con el voto en contra de los diputados liberacionistas Rodrigo Carazo Odio, Fernando Volio Jiménez, Jorge Luis Villanueva Badilla y Matilde Marín Chinchilla)  la concesión para la explotación de bauxita de la Aluminum Company of America (ALCOA) en el Valle del General, proyecto impulsado por el gobierno y que genera una serie de airadas huelgas y protestas, tanto por parte de la comunidad de Pérez Zeledón como por parte de movimientos sociales, particularmente el estudiantil. Las protestas llegaron a ser violentas y enfrentarse a la policía. A raíz de ello el presidente Trejos retira el proyecto, lo cual ha sido visto como un antecedente histórico de otras luchas como fueron las protestas contra el Combo ICE y la lucha contra el Tratado de Libre Comercio con Estados Unidos.

## Presidente
| Presidente del Congreso  | Legislatura | Partido político |
| ------------------------ | ----------- | ---------------- |
| José Luis Molina Quesada | 1969-1970   | PLN              |
| Fernando Volio Jiménez   | 1968-1969   | PLN              |
| Hernán Garrón Salazar    | 1967-1968   | PLN              |
| Rodrigo Carazo Odio      | 1966-1967   | PLN              |

## Diputados
Los diputados electos fueron:

### Provincia de San José
1. Rodrigo Carazo Odio
2. Fernando Volio Jiménez
3. José Luis Molina Quesada
4. Matilde Marín Chinchilla
5. Carlos José Gutiérrez Gutiérrez
6. Ramón Ramiro Barrantes Elizondo
7. Harry Arrieta Quesada
8. Carlos Luis Fernández Fallas
9. Cecilia González Salazar
10. Mario Charpantier Gamboa
11. Fernando Trejos Escalante
12. Guillermo Villalobos Arce
13. Fernando Lara Bustamante
14. Orlando Sotela Montagné
15. José Hine García
16. Manuel Antonio Mata Morales
17. Graciela Morales Flores
18. Luis Alberto Azofeifa Solfa
19. Frank Marshall Jiménez
20. René Aguilar Vargas
21. Ramiro Brenes Gutiérrez

### Provincia de Alajuela
1. Antonio Arroyo Alfaro
2. José Rafael Vega Rojas
3. Arnulfo Carmona Benavides
4. Freddy Arroyo Ramírez
5. Roberto Chacón Murillo
6. José Antonio Bolaños Rojas
7. Ricardo Román Román
8. Lindbergh Quesada Álvarez
9. Germán Gago Pérez
10. Ramón Antonio Zamora Jiménez

### Provincia de Cartago
1. Fernando Guzmán Mata
2. Jorge Luis Villanueva Badilla
3. Numa Fernando Ruiz Solórzano
4. Uriel Arrieta Salas
5. Halley Guardia Herrero
6. Manuel Patiño Troyo
7. Hernán Vargas Ramírez

### Provincia de Heredia
1. Fernando Gutiérrez Benavides
2. Alfredo Vargas Fernández
3. Enrique Azofeifa Víquez

### Provincia de Guanacaste
1. Armando Aráuz Aguilar
2. Francisco Morales Morales
3. Noel Hernández Madrigal
4. Ovidio Murillo Murillo
5. Mario Arredondo Calderón
6. Pedro Ferrandino Calvo

### Provincia de Puntarenas
1. Salvador Aráuz Bonilla
2. Alberto Delgado Bonilla
3. Guillermo Figueroa Chinchilla
4. Rafael López Garrido
5. Carlos Manuel Vicente Castro
6. Carlos Luis Rodríguez Hernández
7. Erasmo Alfonso Ames Alfau

### Provincia de Limón
1. Hernán Garrón Salazar
2. Guillermo Alfaro Quirós
3. Carl Eduardo Neil Neil